# Кенія на літніх Олімпійських іграх 2004
Кенія на літніх Олімпійських іграх 2004 року в Афінах була представлена 46 спортсменами (22 чоловіками та 24 жінками) у 4 видах спорту: легка атлетика, плавання, веслування і волейбол. Прапороносцем на церемонії відкриття Олімпійських ігор була волейболістка Віолет Бараса.
Країна водинадцяте брала участь у літніх Олімпійських іграх. Кенійські олімпійці здобули 7 медалей — одну золоту, чотири срібних та 2 бронзових, при чому у бігу на 3000 м з перешкодами серед чоловіків кенійці зайняли весь подіум. У неофіційному заліку Кенія зайняла 41 загальнокомандне місце.

## Медалісти
| Медаль | Спортсмен        | Вид спорту     | Дисципліна                     |
| ------ | ---------------- | -------------- | ------------------------------ |
| Золото | Єзекіїль Кембой  | Легка атлетика | 3000 м з перешкодами, чоловіки |
| Срібло | Кетрін Ндереба   | Легка атлетика | марафон, жінки                 |
| Срібло | Ізабелла Очічі   | Легка атлетика | 5000 м, жінки                  |
| Срібло | Бернард Лагат    | Легка атлетика | 1500 м, чоловіки               |
| Срібло | Брімін Кіпруто   | Легка атлетика | 3000 м з перешкодами, чоловіки |
| Бронза | Пол Кіпсілі Коеч | Легка атлетика | 3000 м з перешкодами, чоловіки |
| Бронза | Еліуд Кіпчоге    | Легка атлетика | 5000 м, чоловіки               |

## Академічне веслування
| Спортсмен       | Дисципліна         | Гіти    | Гіти   | Чвертьфінали | Чвертьфінали | Півфінали | Півфінали | Фінал   | Фінал |
| Спортсмен       | Дисципліна         | Час     | Місце  | Час          | Місце        | Час       | Місце     | Час     | Місце |
| --------------- | ------------------ | ------- | ------ | ------------ | ------------ | --------- | --------- | ------- | ----- |
| Ібрагім Гітайга | одиночки, чоловіки | 8:16.09 | 6 SE/F | Bye          | Bye          | 7:49.17   | 4 FF      | 7:52:59 | 30    |

## Легка атлетика
Трекові та шосейні дисципліни
| Спортсмен            | Дисципліна                     | Гіт          | Гіт          | Півфінал   | Півфінал   | Фінал         | Фінал         |
| Спортсмен            | Дисципліна                     | Результат    | Місце        | Результат  | Місце      | Результат     | Місце         |
| -------------------- | ------------------------------ | ------------ | ------------ | ---------- | ---------- | ------------- | ------------- |
| Віктор Кібет         | 400 м, чоловіки                | не фінішував | не фінішував | не пройшов | не пройшов | не пройшов    | не пройшов    |
| Вінсент Мумо Кіїлу   | 400 м, чоловіки                | 46.31        | 5            | не пройшов | не пройшов | не пройшов    | не пройшов    |
| Езра Самбу           | 400 м, чоловіки                | 45.59        | 2 Q          | 45.84      | 7          | не пройшов    | не пройшов    |
| Вілфред Бунґей       | 800 м, чоловіки                | 1:44.84      | 1 Q          | 1:44.28    | 1 Q        | 1:45.31       | 5             |
| Джозеф Мутуа         | 800 м, чоловіки                | 1:45.65      | 1 Q          | 1:45.54    | 3          | не пройшов    | не пройшов    |
| Езра Самбу           | 800 м, чоловіки                | 1:46.42      | 5            | не пройшов | не пройшов | не пройшов    | не пройшов    |
| Тімоті Кіптануї      | 1500 м, чоловіки               | 3:37.71      | 2 Q          | 3:41.04    | 3 Q        | 3:35.61       | 4             |
| Бернард Лагат        | 1500 м, чоловіки               | 3:39.80      | 2 Q          | 3:35.84    | 2 Q        | 3:34.30       | 2             |
| Ісаак Кіпроно Сонгок | 1500 м, чоловіки               | 3:38.89      | 5 Q          | 3:37.10    | 7 q        | 3:41.72       | 12            |
| Абрагам Чебії        | 5000 м, чоловіки               | 13:22.30     | 5 Q          | Н/Д        | Н/Д        | не фінішував  | не фінішував  |
| Джон Кібовен         | 5000 м, чоловіки               | 13:19.65     | 4 Q          | Н/Д        | Н/Д        | 13:18.24      | 6             |
| Еліуд Кіпчоге        | 5000 м, чоловіки               | 13:19.01     | 2 Q          | Н/Д        | Н/Д        | 13:15.10      | 3             |
| Чарльз Каматі        | 10000 м, чоловіки              | Н/Д          | Н/Д          | Н/Д        | Н/Д        | 28:17.08      | 13            |
| Джон Черуйот Корір   | 10000 м, чоловіки              | Н/Д          | Н/Д          | Н/Д        | Н/Д        | 27:41.91      | 6             |
| Мозес Мосоп          | 10000 м, чоловіки              | Н/Д          | Н/Д          | Н/Д        | Н/Д        | 27:46.61      | 7             |
| Єзекіїль Кембой      | 3000 м з перешкодами, чоловіки | 8:18.20      | 2 Q          | Н/Д        | Н/Д        | 8:05.81       | 1             |
| Брімін Кіпруто       | 3000 м з перешкодами, чоловіки | 8:15.11      | 1 Q          | Н/Д        | Н/Д        | 8:06.11       | 2             |
| Пол Кіпсілі Коеч     | 3000 м з перешкодами, чоловіки | 8:24.68      | 3 Q          | Н/Д        | Н/Д        | 8:06.64       | 3             |
| Пол Тергат           | марафон, чоловіки              | Н/Д          | Н/Д          | Н/Д        | Н/Д        | 2:14:45       | 10            |
| Джон Черуйот Корір   | марафон, чоловіки              | Н/Д          | Н/Д          | Н/Д        | Н/Д        | 2:13:30       | 7             |
| Фейт Мачарія         | 800 м, жінки                   | 2:06.31      | 6            | не пройшла | не пройшла | не пройшла    | не пройшла    |
| Ненсі Ланґат         | 1500 м, жінки                  | 4:06.94      | 4 Q          | 4:07.57    | 7          | не пройшла    | не пройшла    |
| Едіт Масаї           | 5000 м, жінки                  | 15:01.92     | 5 Q          | Н/Д        | Н/Д        | не фінішувала | не фінішувала |
| Ізабелла Очічі       | 5000 м, жінки                  | 14:55.69     | 4 Q          | Н/Д        | Н/Д        | 14:48.19      | 2             |
| Джейн Ванджику       | 5000 м, жінки                  | 15:14.57     | 9            | Н/Д        | Н/Д        | не пройшла    | не пройшла    |
| Саллі Барсосіо       | 10000 м, жінки                 | Н/Д          | Н/Д          | Н/Д        | Н/Д        | 32:14.00      | 17            |
| Аліса Тімбіліл       | 10000 м, жінки                 | Н/Д          | Н/Д          | Н/Д        | Н/Д        | 32:12.57      | 16            |
| Люсі Вангуї Кабуу    | 10000 м, жінки                 | Н/Д          | Н/Д          | Н/Д        | Н/Д        | 31:05.90      | 9             |
| Аліса Челангат       | марафон, жінки                 | Н/Д          | Н/Д          | Н/Д        | Н/Д        | 2:33:52       | 11            |
| Кетрін Ндереба       | марафон, жінки                 | Н/Д          | Н/Д          | Н/Д        | Н/Д        | 2:26:32       | 2             |
| Маргарет Окайо       | марафон, жінки                 | Н/Д          | Н/Д          | Н/Д        | Н/Д        | не фінішувала | не фінішувала |

## Плавання
| Спортсмен | Дисципліна                 | Гіт     | Гіт   | Півфінал   | Півфінал   | Фінал      | Фінал      |
| Спортсмен | Дисципліна                 | Час     | Місце | Час        | Місце      | Час        | Місце      |
| --------- | -------------------------- | ------- | ----- | ---------- | ---------- | ---------- | ---------- |
| Амар Шах  | 100 м брасом, чоловіки     | 1:10.17 | 58    | не пройшов | не пройшов | не пройшов | не пройшов |
| Єва Донде | 50 м вільним стилем, жінки | 29.47   | 57    | не пройшла | не пройшла | не пройшла | не пройшла |